# Nain (Canada)
Nain (in lingua inuit: Nunajnguk) è un villaggio del Canada, situato nella provincia di Terranova e Labrador, nel territorio di Nunatsiavut.